# Onychiurus cocklei
Onychiurus cocklei är en urinsektsart som först beskrevs av James P. Folsom 1908.  Onychiurus cocklei ingår i släktet Onychiurus och familjen blekhoppstjärtar. Inga underarter finns listade i Catalogue of Life.